# 코믹콘 목록
이 문서는 코믹콘 중 주목할 만한 목록이며, 애니메이션 컨벤션, 퍼리 컨벤션, 게임 컨벤션 목록, 공포 컨벤션, 복합 장르 컨벤션 목록, SF 컨벤션과는 구별된다.

## 아프리카

### 알제리
- 알제 국제 코믹 페스티벌 - 알제리 알제 (설립 2008)

### 이집트
- 이집콘 - 이집트 카이로 (설립 2013)
- 카이로 코믹스 콘 - 이집트 카이로 (설립 2015)

## 아메리카

### 아르헨티나
- 판타바이레스 - 부에노스아이레스 (설립 1996)

### 브라질
- 비에날 데 콰드리뇨스 데 쿠리치바 - 쿠리치바, PR (설립 2011)
- 코믹 콘 익스피리언스 (CCXP) - 상파울루, SP (설립 2014)
- 페스티벌 인테르나시오날 데 콰드리뇨스 (FIQ) - 벨루 오리존치, MG (설립 1999)
- 페리파콘 (파벨라 코믹콘) - 상파울루, SP (설립 2019)

### 캐나다
- 캘거리 코믹 및 엔터테인먼트 엑스포 - 앨버타 캘거리 (설립 2005)
- 팬 엑스포 캐나다 - 온타리오 토론토 (설립 1995)
- 할콘 - 노바스코샤 핼리팩스 (설립 2010)
- 몬트리올 코믹콘 - 퀘벡 몬트리올 (설립 2006)
- 오타와 코믹콘 - 온타리오 오타와 (설립 2012)
- 토론토 코믹 아트 페스티벌 - 온타리오 토론토 (TCAF) (설립 2003)
- 토론토 코믹콘 - 온타리오 토론토 (설립 2001)

### 미국
- 알라모 시티 코믹콘 - 텍사스 샌안토니오 (설립 2013)
- 얼터너티브 프레스 엑스포 - 캘리포니아 새너제이 (설립 1994)
- 볼티모어 코믹콘 - 메릴랜드 볼티모어 (설립 2000)
- 빅 애플 코믹콘 - 뉴욕주 뉴욕시 (설립 1996)
- 시카고 코믹 & 엔터테인먼트 엑스포 - 일리노이 시카고 (설립 2010)
- 코믹팔루자 - 텍사스 휴스턴 (설립 2008)
- 드래곤 콘 - 조지아 애틀랜타 (설립 1987)
- 이스트 코스트 블랙 에이지 오브 코믹스 컨벤션 - 펜실베이니아 필라델피아 (설립 2002)
- 이스트 코스트 코미콘 - 뉴저지 시코커스 (2012년 "애즈베리 파크 코미콘"으로 설립)
- 에메랄드 시티 코믹콘 - 워싱턴주 시애틀 (설립 2003)
- 팬 엑스포 보스턴 - 매사추세츠 보스턴 (구 보스턴 코믹콘) (설립 2007)
- 팬 엑스포 시카고 - 일리노이 시카고 교외 (1972년 "노스탤지아 '72"로 설립, 이후 "시카고 코미콘"과 "위자드 월드 시카고"로 알려짐)
- 팬 엑스포 댈러스 - 텍사스 댈러스 (구 댈러스 코믹콘) (설립 2002)
- 팬 엑스포 덴버 - 콜로라도 덴버 (구 덴버 코믹콘 및 덴버 팝 컬처 콘) (설립 2012)
- 팬엑스 - 유타 솔트레이크시티 (구 솔트레이크 코믹콘) (설립 2013)
- 히어로즈 컨벤션 - 노스캐롤라이나 샬럿 (설립 1982)
- 인터벤션 - 워싱턴 D.C. 지역 (설립 2010)
- L.A. 코믹콘 - 캘리포니아 로스앤젤레스 (설립 2011)
- 메가콘 - 플로리다 올랜도 (설립 1993)
- 멤피스 코믹 및 판타지 컨벤션 - 테네시 멤피스 (설립 2010)
- 모카 페스티벌 - 뉴욕주 뉴욕시 (설립 2002)
- 모터 시티 코믹콘 - 미시간 노비 (설립 1989)
- 뉴욕 코믹콘 - 뉴욕주 뉴욕시 (설립 2006)
- 오하이오 코믹콘 - 오하이오 콜럼버스 (1980년 "미드-오하이오 콘"으로 설립)
- 펜서콜라 코믹 컨벤션, 플로리다 펜서콜라 (2010년 "펜서콜라 파라 콘 코믹 컨벤션"으로 설립)
- 피닉스 팬 퓨전 - 애리조나 피닉스 (2002년 "피닉스 칵투스 코미콘"으로 설립)
- 피츠버그 코미콘 - 펜실베이니아 먼로빌 (설립 1994)
- 플래닛 코미콘 캔자스시티 - 미주리 캔자스시티 (설립 1999)
- 팝콘 인디 - 인디애나 인디애나폴리스 (설립 2014)
- 푸에르토리코 코믹콘 - 푸에르토리코 산후안 (설립 2002)
- 로드아일랜드 코믹콘 - 로드아일랜드 프로비던스 (설립 2012)
- 로즈 시티 코믹콘 - 오리건주 포틀랜드 (설립 2012)
- 샌디에이고 코믹콘 - 캘리포니아 샌디에이고 (1970년 "골든 스테이트 코믹 북 컨벤션"으로 설립)
- 실리콘 - 캘리포니아 새너제이 (구 실리콘 밸리 코믹콘) (설립 2016)
- 스몰 프레스 엑스포 - 메릴랜드 베데스다 (설립 1994)
- 스몰 프레스 및 얼터너티브 코믹스 엑스포 (SPACE) - 오하이오 콜럼버스 (설립 2000)
- STAPLE! - 텍사스 오스틴 (설립 2005)
- 원더콘 - 캘리포니아 애너하임 (1987년 베이 에어리어에서 "원더풀 월드 오브 코믹스 컨벤션"으로 설립)

## 아시아

### 바레인
- IGN 컨벤션 - 바레인 마나마 (설립 2013)

### 홍콩
- 만화-코믹-게임 홍콩 - 홍콩 완자이 (설립 2004)

### 인도
- 코믹콘 인도 - 인도 델리, 뭄바이, 방갈로르, 하이데라바드 (설립 2011)

### 인도네시아
- 코미푸로 - 인도네시아 탕그랑 리젠시 BSD 시티 (설립 2012)
- 인도네시아 코믹 콘 - 인도네시아 자카르타 (설립 2015)

### 일본
- 코믹마켓 - 일본 도쿄도 (설립 1975)

### 말레이시아
- 코믹 피에스타 - 말레이시아 쿠알라룸푸르 (설립 2002)

### 필리핀
- 아시아 팝 코믹 컨벤션 - 필리핀 메트로 마닐라 (설립 2015)
- 코미콘 - 필리핀 메트로 마닐라 (설립 2005)

### 대한민국
- 코믹월드 - 대한민국 서울특별시 및 부산광역시 (설립 1999)
- 일러스타 페스 - 대한민국

### 아랍에미리트
- IGN 컨벤션 - 아랍에미리트 두바이 (설립 2013)
- 중동 영화 및 코믹 콘 - 아랍에미리트 두바이 (설립 2012)

## 유럽

### 벨기에
- F.A.C.T.S. - 벨기에 헨트 (설립 1993)

### 핀란드
- 헬싱키 코믹스 페스티벌 - 핀란드 헬싱키 (설립 1979)

### 프랑스
- 앙굴렘 국제 만화 페스티벌 - 프랑스 앙굴렘 (설립 1974)
- 코믹 콘 파리 - 파리 (설립 2007)
- 제네라시옹 스타워즈 에 사이언스 픽션 - 프랑스 퀴세 (설립 1999)
- 릴 코믹스 페스티벌 - 프랑스 릴 (설립 2006)

### 독일
- 독일 코믹콘 - 도르트문트, 베를린, 뮌헨, 프랑크푸르트 (설립 2015)

### 그리스
- 아테네콘 - 그리스 아테네 (설립 2015)

### 이탈리아
- 국제 만화가 전시회 - 라팔로 (설립 1972)
- 루카 코믹스 & 게임즈 - 루카 (1965년 보르디게라에서 "살롱 인테르나시오날 델 코믹스"로 설립)
- 만토바 코믹스 & 게임즈 - 만토바 (설립 2006)
- 로믹스 - 로마 (설립 2001)

### 폴란드
- 국제 만화 및 게임 페스티벌 - 폴란드 우치 (설립 1991)
- 피르콘 - 폴란드 포즈난 (설립 1999)
- 바르샤바 코믹콘 - 폴란드 바르샤바 (설립 2017)

### 포르투갈
- 아마도라 - 포르투갈 아마도라 (설립 1989)

### 루마니아
- 동유럽 코믹콘 - 루마니아 부쿠레슈티 (설립 2013)

### 러시아
- 코믹콘 러시아, 러시아 모스크바에서 열리는 연례 팬 컨벤션 (설립 2014)
- 스타콘, 러시아 상트페테르부르크에서 열리는 연례 컨벤션 (설립 1999)

### 세르비아
- 국제 코믹 페스티벌 "살롱 스트리파" - 세르비아 베오그라드 (설립 2003)

### 슬로바키아
- 코믹스 살롱, 슬로바키아 브라티슬라바 (설립 2004)

### 스페인
- 바르셀로나 국제 코믹 페어, 스페인 바르셀로나 (설립 1981)

### 스위스
- 판타지 바젤 - 스위스 코믹콘, 스위스 바젤 (설립 2015)

### 영국
- ACME 코믹콘 - 스코틀랜드 글래스고 (설립 2022)
- 코믹콘 리버풀 - 잉글랜드 리버풀 (설립 2018)
- 코믹콘 스코틀랜드 - 스코틀랜드 에든버러 (설립 2018)
- 코믹콘 웨일스 - 뉴포트 (설립 2022)
- 코믹콘 북아일랜드 - 북아일랜드 리즈번, 벨파스트 (설립 2022)
- 레이크스 국제 코믹 아트 페스티벌 - 잉글랜드 켄들 (설립 2013)
- 런던 영화 및 코믹콘 - 잉글랜드 런던 (설립 2004)
- MCM 런던 코믹콘 - 잉글랜드 런던 (설립 2002)
- 소트 버블 페스티벌 - 잉글랜드 요크셔 (설립 2007)
- 웨일스 코믹콘 - 웨일스 렉섬 및 잉글랜드 텔퍼드 (설립 2008)

### 우크라이나
- 코믹콘 우크라이나 - 우크라이나 키이우 (설립 2018)

## 오세아니아

### 오스트레일리아
- 오스트레일리아 영화 및 코믹 엑스포 (구 아마겟돈) - 멜버른 (설립 1995)
- 수파노바 엑스포 - 여러 도시 (설립 2002)
- 오즈 코믹콘 - 여러 도시 (설립 2012)

### 뉴질랜드
- 아마겟돈 - 오클랜드, 웰링턴, 크라이스트처치, 더니든 (설립 1995)

## 같이 보기
- 사라진 코믹콘 목록

## 내용주
1. ↑  컨벤션은 해당 컨벤션과 독립적인 신뢰할 수 있는 출처에서 중요한 보도를 받았고 단독 기사 등재 기준을 충족하는 경우 주목할 만하다고 간주된다. 다른 조건이 적용될 수 있다.